# De eed
De eed - Oorlogsmemoires van een Tsjetsjeens chirurg (Russisch: Клятва, или Хирург под огнём; Engels: The Oath) is een boek dat Chassan Baiev over zijn levenservaringen heeft geschreven. Baiev is een Tsjetsjeens chirurg die tijdens de Tsjetsjeense oorlogen in Grozny heeft gewerkt. Aan het begin van de eerste Tsjetsjeense oorlog verliet hij vrijwillig zijn werk in Moskou om in zijn eigen land de mensen in nood te helpen. Chassan Baiev heeft dit werk gedaan tot 2000 toen hij Tsjetsjenië is ontvlucht. Tegenwoordig woont hij met zijn gezin in de Verenigde Staten. Hij werkt tegenwoordig in een lokaal ziekenhuis in Massachusetts.   
Zijn ervaringen heeft hij beschreven in het boek "De eed". In dit boek laat Baiev de schikkende werkelijkheid zien over de oorlog tussen de Russen en de Tsjetsjenen. De naam van zijn boek is afgeleid van de eed van Hippocrates die iedere arts aflegt. Met deze eed geeft een beginnende arts aan dat hij zich zal inzetten voor de mensen ongeacht afkomst. Chassan Baiev heeft tijdens de oorlogen strijders van beide partijen geholpen. De bekendste personen die Chassan Baiev heeft geopereerd zijn Sjamil Basajev en Salman Radoejev geweest.